# Манго (Флорида)
Манго (англ. Mango) — статистически обособленная местность, расположенная в округе Хилсборо (штат Флорида, США) с населением в 8842 человека по статистическим данным переписи 2000 года.

## География
По данным Бюро переписи населения США статистически обособленная местность Манго имеет общую площадь в 12,17 квадратных километров, из которых 11,91 кв. километров занимает земля и 0,26 кв. километров — вода. Площадь водных ресурсов округа составляет 2,14 % от всей его площади.
Статистически обособленная местность Манго расположена на высоте 16 м над уровнем моря.

## Демография
| Год переписи        | Нас. |  | %±   |
| ------------------- | ---- |  | ---- |
| 1990                | 8700 |  | —    |
| 2000                | 8842 |  | 1,6% |
| 1990–2000 Источник: |      |  |      |

По данным переписи населения 2000 года в Манго проживало 8842 человека, 2302 семьи, насчитывалось 3289 домашних хозяйств и 3617 жилых домов. Средняя плотность населения составляла около 726,54 человека на один квадратный километр. Расовый состав населённого пункта распределился следующим образом: 86,97 % белых, 6,44 % — чёрных или афроамериканцев, 0,58 % — коренных американцев, 0,72 % — азиатов, 0,05 % — выходцев с тихоокеанских островов, 2,85 % — представителей смешанных рас, 2,40 % — других народностей. Испаноговорящие составили 9,16 % от всех жителей статистически обособленной местности.
Из 3289 домашних хозяйств в 37,0 % воспитывали детей в возрасте до 18 лет, 46,0 % представляли собой совместно проживающие супружеские пары, в 17,1 % семей женщины проживали без мужей, 30,0 % не имели семей. 22,1 % от общего числа семей на момент переписи жили самостоятельно, при этом 6,2 % составили одинокие пожилые люди в возрасте 65 лет и старше. Средний размер домашнего хозяйства составил 2,68 человек, а средний размер семьи — 3,10 человек.
Население статистически обособленной местности по возрастному диапазону по данным переписи 2000 года распределилось следующим образом: 29,1 % — жители младше 18 лет, 8,7 % — между 18 и 24 годами, 32,8 % — от 25 до 44 лет, 21,0 % — от 45 до 64 лет и 8,4 % — в возрасте 65 лет и старше. Средний возраст жителей составил 33 года. На каждые 100 женщин в Манго приходилось 100,8 мужчин, при этом на каждые сто женщин 18 лет и старше приходилось 96,3 мужчин также старше 18 лет.
Средний доход на одно домашнее хозяйство статистически обособленной местности составил 33 989 долларов США, а средний доход на одну семью — 37 818 долларов. При этом мужчины имели средний доход в 29 038 долларов США в год против 22 947 долларов среднегодового дохода у женщин. Доход на душу населения статистически обособленной местности составил 33 989 долларов в год. 9,1 % от всего числа семей в населённом пункте и 12,6 % от всей численности населения находилось на момент переписи населения за чертой бедности, при этом 20,1 % из них были моложе 18 лет и 4,0 % — в возрасте 65 лет и старше.